# Río Manupare
Der Río Manupare ist ein Fluss in Bolivien, rechter Nebenfluss des bolivianischen Río Madre de Dios, und gehört zum Flusssystem des Amazonas.

## Verlauf
Der Río Manupare ist ein Schwarzwasserfluss und hat seine Ursprünge etwa 50 Kilometer östlich der bolivianischen Grenze zu Peru und 25 Kilometer östlich der Nordausläufer des  Nationalpark Madidi. Von seiner Quellregion aus fließt er drei Viertel seines Weges in nordöstlicher Richtung, bevor er sich etwa 100 km vor seiner Mündung in den Río Madre de Dios nach Norden wendet. Das Einzugsgebiet des Manupare erstreckt sich zwischen dem Río Madre de Dios im Nordwesten und dem Río Asunta im Westen auf der einen Seite und dem Río Madidi im Südosten und dem Río Beni im Nordosten.
Der Fluss durchfließt auf den ersten 300 Kilometer die Provinz Franz Tamayo und die Provinz Abel Iturralde im Departamento La Paz, die restlichen 160 Kilometer durch die Provinz Madre de Dios im Departamento Pando. 
Auf Grund seines geringen Gefälles von nur 54 Metern auf 460 km mäandriert der Fluss sehr stark und verändert so immer wieder seinen Verlauf und seine Länge, vor allem dann wenn sich zwei benachbarte Schlingen berühren, das Wasser die entstandene Abkürzung nimmt und so Altwasser zurückbleiben, die mit der Zeit verlanden. Da der Fluss in seinem gesamten Verlauf durch tropischen Regenwald verläuft und verkehrsmäßig bisher nicht erschlossen ist, ist sein Einzugsgebiet nahezu menschenleer, Untersuchungen von 2010 gehen von etwa 700 Familien mit 3.500 Personen aus. Verkehrsweg zur Erschließung der Region ist allein der Wasserweg, ganz vereinzelt gibt es auch Landepisten für Kleinflugzeuge.

## Zuflüsse
- Arroyo Guacanaguas (rechts)
- Arroyo Huipa (rechts)
- Arroyo Saramanu (links)
- Río Manurimi (links)